# Æthelbald (roi du Wessex)
Vous lisez un « bon article » labellisé en 2019.
Pour les articles homonymes, voir Æthelbald.
Æthelbald est roi du Wessex de 855 à sa mort, en 860.
Deuxième fils du roi Æthelwulf, Æthelbald commence à apparaître sur les chartes de son père au début des années 840 et participe à ses côtés à la victoire d'Aclea sur les Vikings en 851. Lorsque Æthelwulf se rend en pèlerinage à Rome, en 855, il confie le Wessex proprement dit à Æthelbald et le Kent à son troisième fils Æthelberht.
Æthelwulf rentre en Angleterre l'année suivante, mais Æthelbald refuse de lui rendre le pouvoir, soutenu par une partie des élites ouest-saxonnes. En fin de compte, le pays échappe à la guerre civile grâce à un partage territorial entre père et fils dont les modalités sont incertaines. La partie dévolue à Æthelbald pourrait être soit la moitié occidentale du Wessex, soit le Wessex tout entier.
Après la mort d'Æthelwulf, en 858, Æthelbald reste (ou redevient) roi du Wessex entier. Il épouse peu après sa belle-mère, la princesse carolingienne Judith, veuve de son père. Bien que cette union soit dénoncée par le moine Asser quelques décennies plus tard, elle ne semble pas avoir fait scandale à l'époque. Ce mariage ne produit aucun enfant, et c'est Æthelberht, le frère cadet d'Æthelbald, qui lui succède sur le trône du Wessex à sa mort, en 860.

## Contexte
En 802, le grand-père d'Æthelbald, Ecgberht, monte sur le trône du Wessex. Ce lointain descendant de Cerdic, fondateur légendaire de la lignée royale du Wessex, devient le premier souverain en plus d'un siècle à léguer le royaume à son fils à sa mort,,. L'Angleterre est à cette époque presque entièrement contrôlée par les différents royaumes anglo-saxons, dont le plus puissant est celui de Mercie, basé dans les Midlands, jusqu'en 825. Cette année-là, Ecgberht inflige une défaite décisive au roi Beornwulf de Mercie à la bataille d'Ellendun, qui marque la fin de la suprématie mercienne sur le sud de l'Angleterre. Les anciens royaumes du sud-est de l'île (Kent, Essex, Surrey et Sussex) passent ainsi sous l'autorité d'Ecgberht, qui les confie à son fils Æthelwulf.
Les années 830 sont marquées par les raids vikings sur les côtes anglaises. L'île de Sheppey est ravagée en 835, et l'année suivante, Ecgberht subit une défaite contre les Vikings à Carhampton, dans le Somerset. Il remporte une bataille contre les Vikings alliés aux Corniques en 838 à Hingston Down, réduisant les Cornouailles au statut de royaume client,. À sa mort, en 839, son fils Æthelwulf devient roi du Wessex et laisse le sous-royaume du sud-est à son fils aîné Æthelstan.

Le Wessex sous le règne d'Æthelbald.

## Biographie

### Origines
Æthelbald est le deuxième fils d'Æthelwulf. Sa mère est probablement Osburh, la mère d'Alfred le Grand. Au vu de la grande différence d'âge entre les premiers enfants d'Æthelwulf et les derniers, il est possible qu'Æthelbald soit issu d'un mariage antérieur d'Æthelwulf inconnu par ailleurs,. La première mention d'Æthelbald figure sur une charte émise par son père en 840, où il porte le titre de filius regis, « fils du roi ». Il est systématiquement décrit ainsi dans les chartes des années 840, puis devient dux filius regis sur une charte de 850 et simplement dux (ealdorman) par la suite,,.
En 850, Æthelstan remporte une victoire navale sur une flotte danoise au large de Sandwich, dans le Kent. C'est sa dernière apparition dans les sources, et il doit être mort peu après. L'année suivante, les Ouest-Saxons, menés par Æthelwulf et Æthelbald, battent les Vikings à la bataille d'Aclea, peut-être dans le Surrey. Lorsque Æthelwulf décide de se rendre en pèlerinage à Rome, en 855, il procède à un partage du royaume entre ses deux fils les plus âgés encore en vie : Æthelbald reçoit le Wessex proprement dit, tandis que le Kent et les autres royaumes du sud-est reviennent à son troisième fils, Æthelberht,.

### La division du royaume

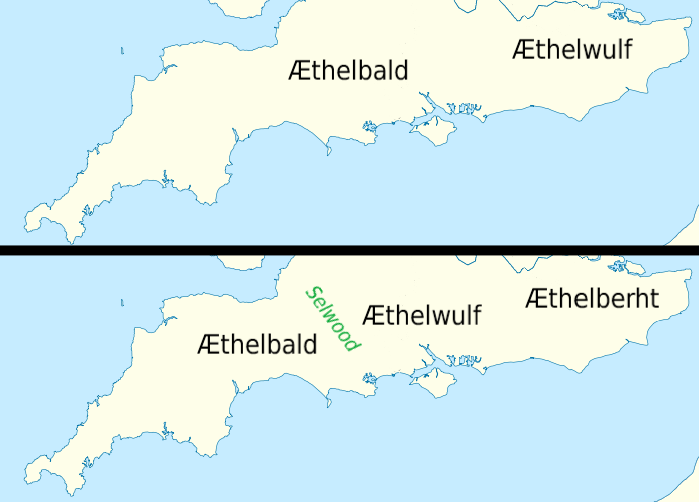
Deux interprétations possibles du partage du Wessex au retour d'Æthelwulf.

Après avoir passé une année à Rome, Æthelwulf prend le chemin du retour et séjourne plusieurs mois auprès du roi franc Charles le Chauve. Il se marie avec la fille de ce dernier, Judith, qui est sacrée reine au cours de la cérémonie par l'archevêque Hincmar de Reims. Æthelwulf et Judith débarquent en Angleterre en octobre 856,. D'après la biographie d'Alfred le Grand rédigée par le moine gallois Asser dans les années 890, le retour d'Æthelwulf est marqué par un complot organisé par Æthelbald et deux des principaux conseillers de son père, l'évêque de Sherborne Eahlstan et l'ealdorman du Somerset Eanwulf, en vue de l'empêcher de récupérer son trône.
Ces événements ont fait l'objet d'interprétations variées de la part des historiens modernes. Le remariage d'Æthelwulf participe peut-être d'une alliance contre les Vikings : il bénéficie d'un certain prestige après ses victoires contre les envahisseurs, tandis que Charles le Chauve, lui aussi confronté à leurs raids, doit également lutter contre la noblesse révoltée de son royaume. En lui accordant la main de sa fille, il inclut ainsi le roi ouest-saxon dans son réseau d'alliances. Æthelwulf gagne quant à lui en prestige en épousant une arrière-petite-fille de Charlemagne,. Son sacre lui confère un statut particulier, ainsi qu'aux enfants qu'elle pourrait donner à Æthelwulf, susceptibles d'hériter de tout ou partie du royaume paternel, au détriment d'Æthelbald, qui aurait donc eu toutes les raisons de se révolter,. Il est également possible qu'il ait espéré que son père meure au cours de son pèlerinage.
L'opposition entre les moitiés occidentale et orientale du Wessex constitue peut-être un autre facteur de crise. Historiquement, le diocèse de Sherborne, qui couvre l'ouest du royaume, est séparé de celui de Winchester, à l'est, par la forêt de Selwood. La famille d'Ecgberht est à l'origine associée à la partie occidentale du Wessex, mais elle se rapproche du clergé de Winchester afin d'obtenir son appui pour conserver le trône. D'après Asser, le complot se trame « à l'ouest de Selwood », et les principaux soutiens d'Æthelbald, Eahlstan et Eanwulf, proviennent également de cette région. Il est vraisemblable qu'ils n'apprécient guère de voir la faveur royale se porter sur le diocèse de Winchester, dont l'évêque, Swithun, est nommé par Æthelwulf en 852. Æthelbald favorise quant à lui davantage Sherborne,.
D'après Asser, Æthelwulf choisit de partager son royaume pour éviter une guerre civile, mais les modalités exactes de ce partage ne sont pas claires. La lecture la plus courante veut qu'Æthelbald conserve le Wessex, tandis qu'Æthelwulf (qui conserve peut-être un degré d'autorité sur son fils) reprend les royaumes du sud-est dont son autre fils Æthelberht a eu la garde durant son pèlerinage,. Il est également possible que ce soit le Wessex même qui ait été partagé entre père et fils : Æthelbald aurait conservé sa base de pouvoir, à l'ouest de Selwood, et Æthelwulf la partie orientale autour de Winchester. Selon ce scénario, Æthelberht serait resté roi du Kent et des autres provinces du sud-est. Cette version est cohérente avec la manière dont Asser implique que Judith devient reine des Saxons de l'Ouest en 856,.

### Règne
Asser rapporte qu'à la fin de sa vie, Æthelwulf prévoit de partager son royaume entre ses deux fils aînés. Lorsqu'il meurt, le 13 janvier 858, ses dernières volontés sont respectées : Æthelbald reste (ou redevient) roi du Wessex, tandis qu'Æthelberht redevient (ou reste) roi du Kent et des autres provinces du sud-est. Le testament d'Æthelwulf stipule que son héritage doit être partagé entre ses fils Æthelbald, Æthelred et Alfred, avec une provision selon laquelle le dernier survivant des trois doit hériter du tout. Certains historiens considèrent qu'il parle là du titre royal, mais d'autres n'y voient qu'une manière d'assurer des revenus à ses deux plus jeunes fils,,.
L'aura dont bénéficie Judith en tant que princesse carolingienne est telle qu'Æthelbald décide de la prendre pour femme. Bien qu'Asser affirme que « tous ceux qui l'apprirent y virent une grande ignominie », ce mariage ne semble pas avoir suscité d'opposition notable. Les Annales de Saint-Bertin, texte d'origine franque, le notent sans commentaire et indiquent qu'après la mort d'Æthelbald, Judith est accueillie « avec tous les honneurs dus à une reine » lorsqu'elle retourne auprès de son père.
Il ne subsiste que deux chartes émises sous le règne d'Æthelbald. La première (S 1274), datée de 858, enregistre le don à titre viager au roi d'un domaine épiscopal situé à Farnham, dans le Surrey, par l'évêque de Winchester Swithun. Son authenticité est débattue par les historiens : douteuse pour Janet Nelson et David Dumville, elle est défendue par Simon Keynes. Il s'agit de la plus ancienne charte ouest-saxonne connue à mentionner une contribution à des travaux de fortification, une innovation qui pourrait être d'origine carolingienne (quelques années plus tard, Charles le Chauve entreprend un programme de construction et de restauration des défenses de Francie occidentale,).
La seconde charte d'Æthelbald (S 326), datée de 860, témoigne du don par le roi de quatorze hides de terrain à Teffont, dans le Wiltshire, au bénéfice d'un thegn nommé Osmund. La présence de Judith dans la liste des témoins de ces deux documents est une preuve de son statut particulièrement élevé, car les autres épouses des rois du Wessex du IXe siècle ne témoignent quasiment jamais sur les chartes de leurs maris. Æthelberht est également témoin de cette charte, ce qui suggère qu'il entretient de bonnes relations avec son frère.

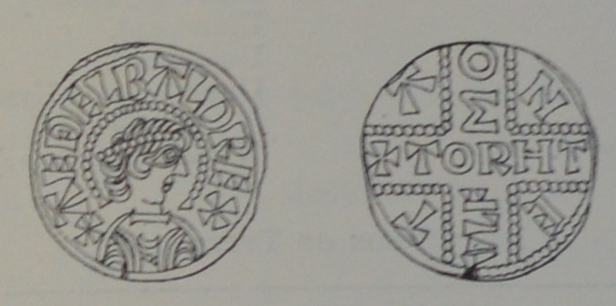
Une fausse pièce au nom d'Æthelbald.

Aucune pièce de monnaie au nom d'Æthelbald n'est connue. Les principaux ateliers monétaires du Sud de l'Angleterre sont situés à Cantorbéry et Rochester, deux villes du Kent. Les pièces qui en sont issues sont au nom d'Æthelwulf jusqu'en 858, puis à celui d'Æthelberht. Cela implique qu'Æthelbald n'exerce aucune suzeraineté sur son frère cadet. L'unique atelier du Wessex, probablement situé à Southampton ou à Winchester, est très peu actif au milieu du IXe siècle : on n'en connaît que trois pièces pour la période 839-871, deux d'Æthelwulf et une d'Æthelred, toutes produites par le même monnayeur,. Trois pièces portant le nom d'Æthelbald, considérées comme authentiques jusqu'à la fin du XIXe siècle, sont identifiées comme des forgeries dans les années 1900.
Æthelbald meurt en 860. La Chronique anglo-saxonne lui attribue cinq années de règne, en comptant à partir de l'année du départ d'Æthelwulf pour Rome. En revanche, Asser et les Annales de St Neots ne font durer son règne que deux ans et demi, les Annales précisant qu'il a également régné deux ans et demi avec son père. Le jour exact de sa mort ne figure pas dans ces sources, mais s'il a effectivement régné deux ans et demi après la mort de son père en janvier 858, il doit être mort aux alentours du mois de juillet. Il est inhumé à Sherborne, dans le Dorset,. Æthelberht lui succède, réunissant le Wessex et le Kent sous une seule couronne. Les récentes conquêtes du sud-est sont par la suite considérées comme partie intégrante du royaume des Saxons de l'Ouest.

## Postérité

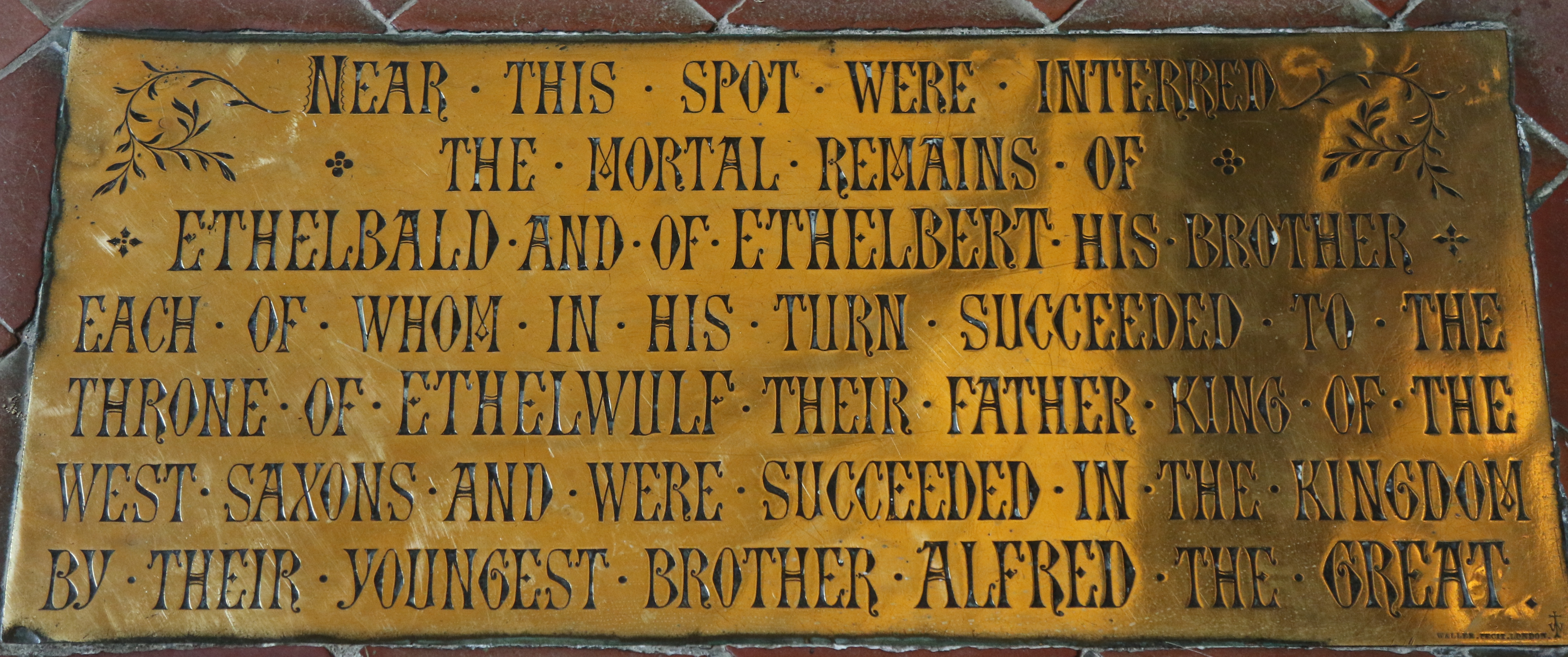
Plaque commémorative marquant les tombes d'Æthelbald et Æthelberht dans l'abbaye de Sherborne.

L'unique témoignage contemporain sur Æthelbald est celui d'Asser, le biographe d'Alfred le Grand, qui porte un jugement très négatif sur lui en raison de sa révolte contre son père et de son mariage avec sa belle-mère. Il le décrit comme « inique et obstiné ». Ce point de vue est repris par les chroniqueurs postérieurs à la conquête normande de l'Angleterre : « moins que rien et déloyal à son père » pour Guillaume de Malmesbury, « défiant l'interdit de Dieu et la dignité chrétienne » pour Jean de Worcester. Roger de Wendover reprend à son compte les propos de ce dernier, mais il décrit le repentir d'Æthelbald en 859, date à laquelle il aurait répudié Judith pour régner dès lors en bon souverain. Henri de Huntingdon se distingue en dressant un portrait positif du roi, dont il affirme que toute l'Angleterre a pleuré sa disparition prématurée. Les historiens modernes tendent à traiter de manière plus neutre ce roi au règne très court et mal connu. 

### Sources primaires
- (la) Asser (trad. du latin par Alban Gautier), Histoire du roi Alfred, Paris, Les Belles Lettres, 2013, 277 p. (ISBN 978-2-251-34063-0).
- (en) R. R. Darlington (éd.), P. McGurk (éd.) et Jennifer Bray (trad.), The Chronicle of John of Worcester, vol. 2, Oxford, Clarendon Press, 1995 (ISBN 978-0-19-822261-3).
- (en) J. A. Giles (éd.), Roger of Wendover's Flowers of History, vol. 1, Londres, Henry G. Bohn, 1849 (OCLC 633664910).
- (en) Diana Greenway (éd.), Henry, Archdeacon of Huntingdon : Historia Anglorum, Oxford, Clarendon Press, 1996, 899 p. (ISBN 978-0-19-822224-8, lire en ligne).
- (en) Sean Miller (éd.), Charters of the New Minster, Winchester, Oxford University Press, 2001, 244 p. (ISBN 978-0-19-726223-8).
- (en) Roger A. B. Mynors (éd.), Rodney M. Thomson (éd.) et Michael Winterbottom (éd.), William of Malmesbury : Gesta Regum Anglorum, The History of the English Kings, Oxford, Clarendon Press, 1998 (ISBN 978-0-19-820678-1).
- (en) Michael Swanton (trad.), The Anglo-Saxon Chronicle, Routledge, 1996, 363 p. (ISBN 0-415-92129-5, lire en ligne).

### Sources secondaires
- (en) Richard Abels, Alfred the Great : War, Kingship and Culture in Anglo-Saxon England, Longman, 1998 (ISBN 0-582-04047-7).
- (en) Richard Abels, « Royal Succession and the Growth of Political Stability in Ninth-Century Wessex », The Haskins Society Journal: Studies in Medieval History, Boydell & Brewer, vol. 12,‎ 2002, p. 83-97 (ISBN 1-84383-008-6).
- (en) Nicholas Brooks, « The Development of Military Obligations in Eighth- and Ninth-Century England », dans Peter Clemoes et Kathleen Hugues (éd.), England Before the Conquest: Studies in Primary Sources Presented to Dorothy Whitelock, Cambridge University Press, 1971 (ISBN 978-0-521-08191-7).
- (en) T. M. Charles-Edwards, Wales and the Britons 350–1064, Oxford, Oxford University Press, 2013, 795 p. (ISBN 978-0-19-821731-2, lire en ligne).
- (en) David Dumville, « The Ætheling, a Study in Anglo-Saxon constitutional history », Anglo-Saxon England, vol. 8,‎ 1979.
- (en) David Dumville, Wessex and England from Alfred to Edgar : Six Essays on Political, Cultural, and Ecclesiastical Revival, Boydell Press, 1992 (ISBN 978-0-85115-308-7).
- (en) Philip Grierson et Mark Blackburn, Medieval European Coinage 1 : The Early Middle Ages (5th-10th centuries), Cambridge University Press, 2006 (1re éd. 1986), 704 p. (ISBN 0-521-03177-X, lire en ligne).
- (en) Simon Keynes, « The West Saxon Charters of King Æthelwulf and his Sons », English Historical Review, vol. 109, no 434,‎ novembre 1994 (DOI 10.1093/ehr/cix.434.1109).
- (en) Simon Keynes, An Atlas of Attestations in Anglo-Saxon Charters, c. 670–1066, Department of Anglo-Saxon, Norse, and Celtic, University of Cambridge, 1998 (OCLC 41975443).
- (en) Simon Keynes, « Appendix I: Rulers of the English, c. 450–1066 », dans Michael Lapidge, John Blair, Simon Keynes et Donald Scragg (éd.), The Wiley Blackwell Encyclopedia of Anglo-Saxon England, Wiley Blackwell, 2014, 2e éd. (ISBN 978-0-470-65632-7).
- (en) D. P. Kirby, The Earliest English Kings, Routledge, 2000, 258 p. (ISBN 0-415-24211-8, lire en ligne).
- (en) Sean Miller, « Æthelbald (d. 860) », dans Oxford Dictionary of National Biography, Oxford University Press, 2004 (lire en ligne ).
- (en) Rory Naismith, The Coinage of Southern England 796–865, vol. 1, Londres, Spink & Son, 2011, 174 p. (ISBN 978-1-907427-09-1).
- (en) Rory Naismith, Money and Power in Anglo-Saxon England : The Southern English Kingdoms, 757–965, Cambridge University Press, 2012 (ISBN 978-1-107-66969-7).
- (en) Janet L. Nelson, « Reconstructing a Royal Family: Reflections on Alfred from Asser, Chapter 2 », dans Ian Wood et Niels Lund, People and Places in Northern Europe 500–1600 : Essays in Honour of Peter Hayes Sawyer, Boydell Press, 1991 (ISBN 978-0-851-15547-0).
- (en) Janet L. Nelson, « Alfred's Carolingian Contemporaries », dans Timothy Reuter, Alfred the Great, Ashgate, 2003 (ISBN 978-0-7546-0957-5).
- (en) Janet L. Nelson, « The Franks and the English in the Ninth Century Reconsidered », dans Paul E. Szarmach et Joel T. Rosenthal (éd.), The Preservation and Transmission of Anglo-Saxon Culture: Selected Papers from the 1991 Meeting of the International Society of Anglo-Saxonists, Medieval Institute Publications, Western Michigan University, 1997 (ISBN 1-879288-90-7), p. 141-158.
- (en) Janet L. Nelson, « Æthelwulf (d. 858) », dans Oxford Dictionary of National Biography, Oxford University Press, 2004 (lire en ligne ).
- (en) Alfred P. Smyth, King Alfred the Great, Oxford, Oxford University Press, 1995, 744 p. (ISBN 0-19-822989-5).
- (en) Pauline Stafford, « Charles the Bald, Judith and England », dans Margaret Gibson et Janet L. Nelson (éd.), Charles the Bald: Court and Kingdom, B A R, 1981 (ISBN 0-86054-115-0), p. 137-151.
- (en) Pauline Stafford, Queen Emma and Queen Edith : Queenship and Women's Power in Eleventh-century England, Blackwell Publishers, 2001, 384 p. (ISBN 978-0-631-16679-5).
- (en) Pauline Stafford, « Succession and Inheritance: a Gendered Perspective on Alfred's Family History », dans Timothy Reuter, Alfred the Great, Ashgate, 2003 (ISBN 978-1-138-24830-4).
- (en) Frank M. Stenton, Anglo-Saxon England, Oxford, Clarendon Press, 1971, 765 p. (ISBN 0-19-821716-1).
- (en) Ann Williams, Kingship and Government in Pre-Conquest England c. 500–1066, Basingstoke (GB)/London/New York (N.Y.), Macmillan, 1999, 243 p. (ISBN 0-333-56797-8).
- (en) Barbara Yorke, « The Bishops of Winchester, the Kings of Wessex and the Development of Winchester in the Ninth and Early Tenth Centuries », Proceedings of the Hampshire Field Club and Archaeological Society, vol. 40,‎ 1984 (ISSN 0142-8950).
- (en) Barbara Yorke, Wessex in the Early Middle Ages, Leicester University Press, 1995, 367 p. (ISBN 0-7185-1856-X, lire en ligne).